# Helophorus brevipalpis
Helophorus brevipalpis är en skalbaggsart som beskrevs av Ernest Marie Louis Bedel 1881. Helophorus brevipalpis ingår i släktet Helophorus och familjen halsrandbaggar. Arten är reproducerande i Sverige. Inga underarter finns listade i Catalogue of Life.